# Бичель-Загнетова, Данута Ивановна
Дану́та Ивановна Бичель-Загне́това (род. 3 декабря 1937) ― советская белорусская поэтесса и общественный деятель, прозаик, переводчик, педагог.

## Биография
Родилась 3 декабря 1937 года в селе Бискупцы (ныне Лидский район, Гродненская область, Беларусь) в белорусской крестьянской семье. В 1957 году окончила Новогрудское педагогическое училище, в 1962  году ― филологический факультет Гродненского пединститута, после чего преподавала белорусский язык и литературу в гродненских школах.
С 1982 года заведующая Домом-музеем Максима Богдановича.
В конце 1980-х гг. принимала активное участие в общественном движении, одна из организаторов Общества Максима Богдановича, с 1988 года член Белорусского народного фронта. Член белорусского ПЕН-Центра.
Выступает с религиозно-просветительскими очерками в белорусском католическом журнале «Наша вера».
- Государственная премия БССР имени Я. Купалы (1984) — за книгу стихов «Дзе ходзяць басанож» (1984).

Живёт в Гродно.

## Творчество
Писать стихи начала в школе. Первая стихотворная публикация ― в республиканской газете «Літаратура і мастацтва» (1953).
Согласно «Краткой литературной энциклопедии», поэзия Дануты Бичель-Загнетовой, «отмеченная искренностью, эмоциональной напряженностью и фольклорной колоритностью языка, посвящена жизни современной деревни, любви, природе».
Данута Бичель-Загнетова выходит к философским началам интуитивно, через женскую эмоциональную психологию. Реалии мира для неё приобретают некую символическую взаимосвязанную предметность. Однако, при всём при этом, Бичель-Загнетова глубоко национальная поэтесса.

### Книги стихов
- Дзявочае сэрца (1961)
- Нёман ідзе (1964)
- Запалянкi (1967)
- Доля (1972)
- Ты — гэта ты (1976)
- Браткі (1979)
- Дзе ходзяць басанож (1983)
- Загасцінец (1985)
- Даўняе сонца (1987)
- А на Палессі (1990)
- Божа, мой Божа (1992)
- Нядзелька (1998)
- Снапок (1999)
- На белых аблоках сноў (2002)
- Стакроткі ў вяночак Божай Маці (2004)
- Нараджэнне Езуса Хрыста, нашага Збаўцы (2006)
- Ойча наш… (2008)
- Iду сцяжынаю да Бога (2012)
- Выбраныя творы (2016)
- Дайсці да Каложы (2017).

### Книги для детей
- Перапёлка (1968)
- Грыб-парасон (1969)
- Дзічка (1971)
- Рыжая палянка (1971)
- Дагані на кані (1973)
- Лузанцы (1982)
- Габрынька і Габрусь (1985)
- Гараднічанка (1993)

### Книги прозы
- «Хадзi на мой голас» (Вроцлав, 2008)
- «Мост святога Францішка» (Минск, 2010)
- «Правінцыя святога Францішка» (Гродно, 2010)

### Книги на русском языке
- Белая Русь: Стихи и поэмы / Авториз. пер. с белорус. С. Кузнецовой. ― М.: Сов. писатель, 1969
- Там, где ходят босиком: Стихи / Пер.с белорус. И.Бурсова. ― М.: Сов.писатель, 1990